# Schlacht um Noemfoor
1942

Rabaul –
1. Salamaua-Lae –
Operation N –
Operation MO –
Korallenmeer –
Buna-Gona –
Kokoda Track –
Milne-Bucht –
Goodenough –
Buna-Gona-Sanananda –
Operation Lilliput 
1943

Wau –
Bismarcksee –
I –
2. Salamaua-Lae –
Chronicle –
Finisterre –
Cartwheel –
Bougainville –
Huon –
Neubritannien –
Bombardierung von Rabaul 
1944–1945

Admiralitätsinseln –
Emirau –
Take Ichi Konvoi –
Reckless –
Persecution –
Wakde-Sarmi –
Biak –
Noemfoor –
Driniumor –
Sansapor –
Morotai –
Aitape–Wewak

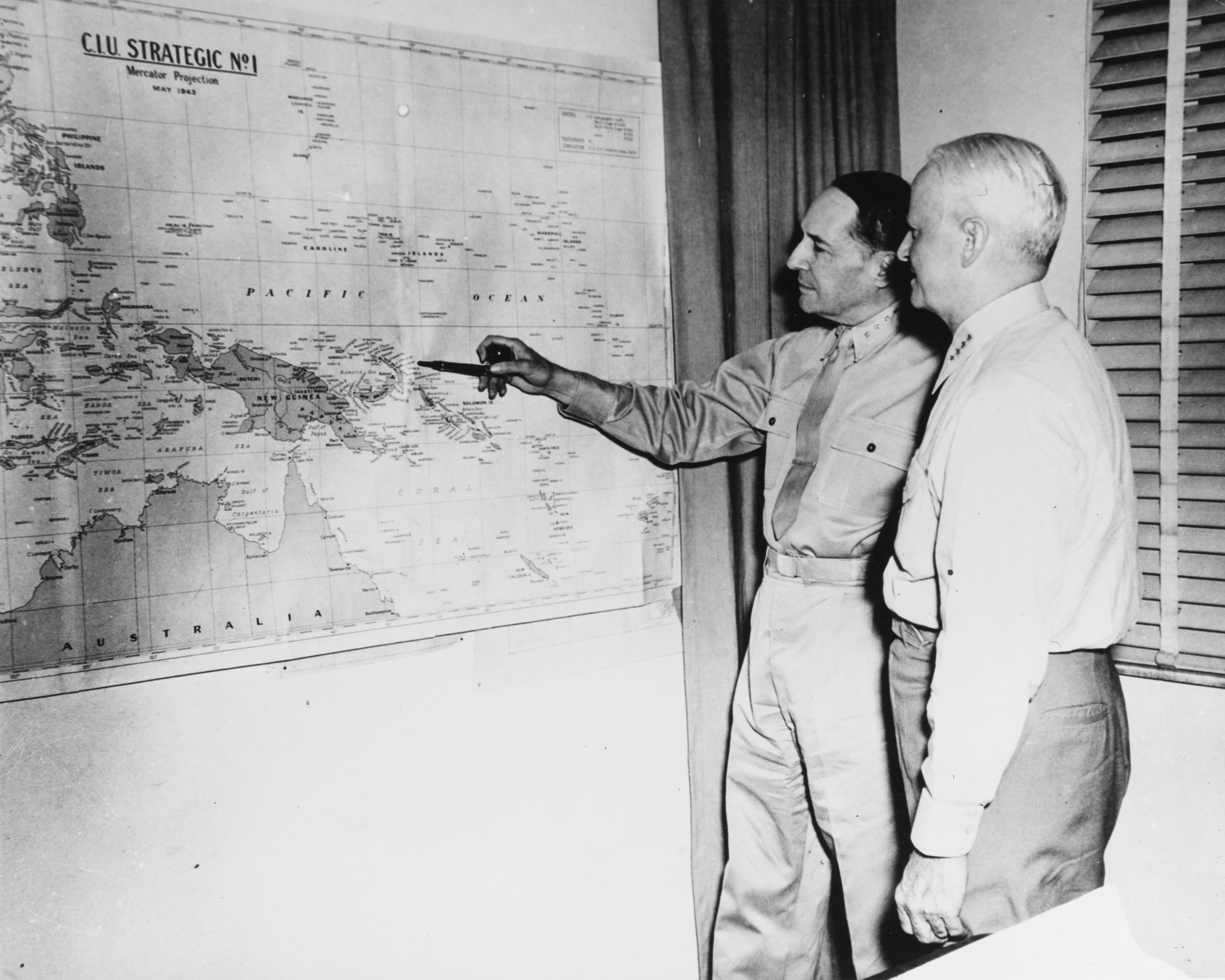
McArthur und Nimitz bei der Planung von Aktionen auf japanische Stützpunkte in Neuguinea – Ende März 1944

Die Schlacht um Noemfoor war ein Landungsunternehmen der alliierten Truppen unter dem Decknamen Operation Tabletennis auf der von japanischen Einheiten besetzten Insel Noemfoor in Niederländisch-Neuguinea während des Pazifikkrieges im Zweiten Weltkrieg.

## Vorgeschichte
Noemfoor, gelegen in der Geelvinkbaai und den Schouten-Inseln zugehörig, wurde im Verlauf der japanischen Invasion Südostasiens besetzt. Das genaue Datum ist nicht bekannt, da die Insel bis zur neu überdachten japanischen Verteidigungsstrategie im September 1943 keine Rolle spielte. Die völlig überraschten Ureinwohner, die der Befreiung vom westlichen Imperialismus durch die Japaner „undankbar“ gegenüberstanden und entsetzt waren, für diese arbeiten zu sollen, zogen sich in die Berge der Insel zurück. Daher siedelten die Japaner etwa 3000 Indonesier von Java nach Noemfoor um, damit diese die Flugfelder ausbauen sollten. Am Ende des Krieges überlebten nur 403 von ihnen. Alle anderen waren an Krankheiten oder Unterernährung gestorben.
Die Japaner nutzen Noemfoor als Sammelpunkt für den Entsatz ihrer Truppen auf Biak. Die von Manokwari auslaufenden Nachschubschiffe konnten noch während der Nachtstunden die rund 110 km Distanz nach Noemfoor durchfahren und in der nächsten Nacht bis nach Biak durchkommen, das von Noemfoor weitere 140 km entfernt liegt.

## Alliierte Planung
Am 5. Juni 1944 unterrichtete General Douglas MacArthur, Oberkommandierender des Southwest Pacific Area (SWPA), General Walter Krueger darüber, dass es notwendig sei, Noemfoor einzunehmen. Am 14. Juni wies er seine direkten Untergebenen an, einen Plan für ein am 30. Juni stattfindendes Landungsunternehmen auszuarbeiten. Admiral Kinkaid bestimmte Admiral Fechteler zum Kommandierenden der maritimen Einsatzgruppe. Die Landungseinheiten setzten sich aus dem 158. Regiment der 6th Infantry Division unter Brigadegeneral Edwin D. Patrick, unterstützt durch Artillerie, Panzereinheiten, Pioniere und Serviceeinheiten zusammen. Diese insgesamt 7100 Mann wurden Cyclone Task Force genannt. Als Entsatz stand das 503. Luftlandeinfanterieregiment bereit. MacArthur verlegte den Beginn der Operation zu Beginn der Planungsphase auf den 2. Juli.
Die Karten von Noemfoor, die General Krueger zur Verfügung standen, basierten auf älteren Luftaufnahmen der Insel. Daher entschloss er sich, einige Scouts in PT-Booten zur Küste nahe dem Kamiri-Flugfeld zu entsenden. In der Nacht vom 22. auf den 23. Juni erreichten die Boote ihr Ziel, wurden jedoch relativ schnell von den Japanern entdeckt und mussten mit nur wenigen brauchbaren Informationen umkehren.
Admiral Fechteler setzte in seine Planung zur Landungsunterstützung zwei Kreuzergeschwader ein, die unter den Kommandeuren Berkey und Crutchley operierten. Dazu kamen vierzehn Zerstörer, sowie die Schiffe für die Landungstruppen.
Schon ab dem 10. Juni hatten amerikanische Bomber Noemfoor angeflogen und bis zum 1. Juli rund 800 t Bomben abgeworfen, die meisten davon im Bereich des Kamiri Flugfeldes. Die verteidigenden Japaner hatten dem nur wenige Jagdflugzeuge entgegenzusetzen, da ihre Hauptstreitmacht nach Saipan abgezogen worden war. Auch vom Boden aus war die Flugabwehr dürftig. Obwohl kaum japanische Flugzeuge mehr im Raum um Noemfoor zu erwarten waren, patrouillierte die Combat Air Patrol (CAP) Tag und Nacht. Wenn sie keine Ziele fanden, wurden auf dem Rückflug zur Basis Tiefflugziele avisiert, die dann angegriffen wurden.
Am 21. Juni stand die Organisation der CYCLONE-Einsatztruppe der RAAF mit dem vorübergehenden Hauptquartier in Finschhafen. General Krueger gab am Folgetag den Angriffsplan frei. Die Bekanntgabe an die Truppe erfolgte dann am 23. Juni. General Patrick kehrte mit seinem Stab nach Wakde-Sarmi zurück, um die Vorbereitungen endgültig abzuschließen. Am 28. Juni führten die Landungsfahrzeuge noch einen letzten Probelauf durch, und kurz darauf konnte die Beladung der Schiffe abgeschlossen werden.

## Die japanischen Besatzer
Gegen Ende 1943 waren auf Noemfoor etwa 2000 japanische Soldaten (Teile der 35. und 36. Division) unter Oberst Suesada Shimizu stationiert. Nachdem Noemfoor in das Verteidigungsnetzwerk des westlichen Neuguinea einbezogen wurde, begannen sie mit Hilfe der indonesischen Zwangsarbeiter drei Flugfelder auszubauen:
- Kamiri – an der Nordwestküste der Insel, nahe dem Dorf Kamiri
- Yebrurro (heute Kornasoren genannt) – an der Nordküste und
- Namber – an der Westküste, nahe dem gleichnamigen Dorf

Die Flugfelder sollten unter anderem zur Unterstützung der Abwehrmaßnahmen gegen den alliierten Vormarsch dienen. Des Weiteren konnten von Noemfoor die japanischen Stützpunkte auf der Vogelkop-Halbinsel erreicht werden.
Nachdem die Japaner die alliierten Aufklärungsboote vor Kamiri entdeckt hatten, gingen sie von einer geplanten Invasion während der ersten Juliwoche aus und begannen, die Küste vor dem Kamiri-Flugfeld mit Hindernissen auszubauen. Dazu gehörten rund 300 Landminen, deren Lage allerdings von den Japanern markiert wurde, um die eigenen Truppen zu schützen, so dass diese bei der Landung durch die Amerikaner schnell entdeckt wurden.

## Die Schlacht
Die drei Kreuzer und 22 Zerstörer der Task Force 74 unter Commodore Collins und der Task Force 75 unter Konteradmiral Berkey bereiteten die Landung durch Beschießung der Strände auf Noemfoor vorrangig bei Kornasoren und Kamiri vor. Der Beschuss begann acht Minuten vor dem Aussetzen der Landungsboote am 2. Juli. Kurz vorher bombardierten B-24 Liberator mit 300 1000-Pfund-Bomben den Strand.

### Die Landung

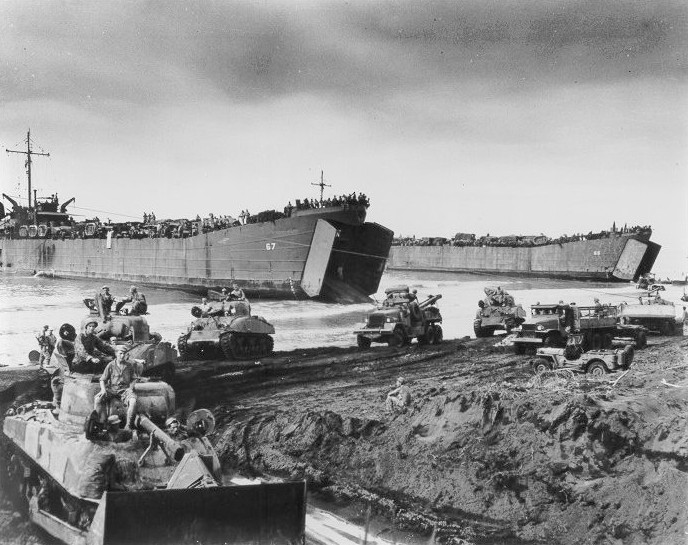
LST's am Strand von Noemfoor

Um 8:00 Uhr am 2. Juli landete die Hauptstreitmacht nahe dem Kamiri-Flugfeld bei nur geringem japanischen Widerstand. In sieben Wellen wurden rund 7.100 Mann an Land gebracht. Die LCM's konnten allerdings das vorgelagerte Riff nicht überwinden, so dass sie den Landungsbooten den Weg zum Strand verlegten. Schnell wurden sie westlich zu einer seichteren Stelle umdirigiert, von wo aus die Ladung umständlich zum Einsatzgebiet getragen werden musste. Nachdem zwei Stunden nach Landungsbeginn die Ebbe einsetzte, konnten alle Fahrzeuge an Land gebracht werden.
Die ersten japanischen Abwehrmaßnahmen begannen um 9:05 Uhr mit etwa zweistündigem Mörserfeuer auf die Landungszone, das aber nur geringen Schaden anrichtete. Die amerikanischen Pioniere befestigten den Strand mit Matten, um die Fahrzeuge vor dem Einsinken in den nassen Sand zu bewahren. Kurz nachdem die Organisation des Landungsareals beendet war, begann die Instandsetzung des Kamiri-Flugfeldes.
Am ersten Tag verloren die Landungstruppen 3 Mann. 21 wurden verwundet. Dieser geringe Verlust kann auf die vorbereiteten und durchgeführten Luftangriffe zurückgeführt werden, die die Japaner daran hinderten, zum Strand vorzudringen. Die Japaner verloren 115 Mann, drei Japaner gerieten in alliierte Gefangenschaft.
Am Abend kam General Patrick zum Schluss, dass sich auf Noemfoor 3500 bis 4500 kampfbereite japanische Soldaten befanden und die komplette feindliche Besatzung der Insel rund 5000 Mann umfasste. Diese neue Schätzung basierte vor allem auf der Aussage eines japanischen Gefangenen, der gehört hatte, dass am 25. Juni 3000 Infanteristen als Entsatz auf der Insel gelandet waren. Er hatte diese Einheiten nie gesehen und seine Aussage konnte von anderen Gefangenen nicht bestätigt werden. Da nur wenig Widerstand geleistet wurde, umfassten die Pläne für den 3. Juli Patrouillen, die die Hauptstreitmacht der Japaner unter Oberst Shimizu aufspüren sollten. Sie wurden im Verlauf des Tages durch ein Minenfeld aufgehalten, konnten jedoch bis zum Nachmittag mehr als 1,7 km weit vordringen. Einige japanische Verteidigungsposten wurden gefunden, die jedoch alle verlassen waren. An der Westflanke wurde die Patrouille durch einige versprengte Japaner beschossen, wobei 3 Männer verwundet wurden. 14 Japaner wurden getötet.

### Einsatz der Fallschirmjäger

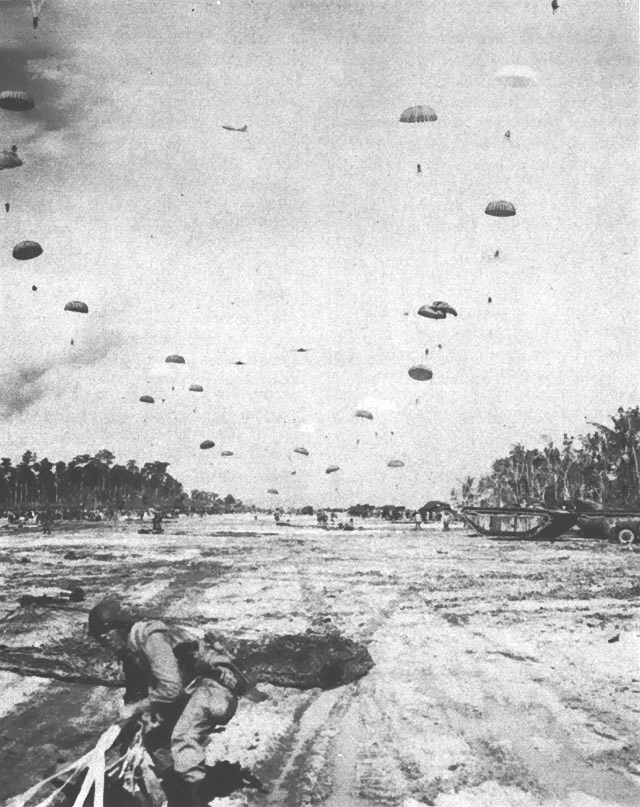
Fallschirmjäger des 503. Luftlandeinfanterieregiment landen auf dem Kamiri-Flugfeld

Um 11:15 Uhr sandte General Patrick die Nachricht an General Krueger, dass das 503. Luftlandeinfanterieregiment zum Einsatz kommen und über dem Kamiri-Flugfeld abgesetzt werden solle. Als Grund für den Einsatz nannte er die unübersichtliche Situation und eine schnellere Abwicklungsmöglichkeit der Operation. Die Dekodierung der Nachricht fand im Alamo-Hauptquartier um 14:10 Uhr statt. Zwanzig Minuten später kam der mündliche Einsatzbefehl an die Fallschirmjäger. Ein Bataillon sollte noch am 3. Juli und die anderen beiden am Folgetag abgesetzt werden.
Gegen 5:15 Uhr am 3. Juli begann die Beladung der 38 Douglas DC-3/C-47 auf dem Cyclops-Flugfeld bei Hollandia. Bewaffnung und Nachschub fanden in drei B-17 Platz. Die ersten Maschinen verließen das Flugfeld um 6:30 Uhr. Um 7:47 Uhr befanden sich alle Maschinen in der Luft.
Nach etwas mehr als dreistündiger Flugzeit erreichten die Maschinen die Absprungstelle über dem Kamiri-Flugfeld auf Noemfoor. Da die ersten C-47 in nur etwas mehr als 50 m Höhe einflogen, die nächsten auch nur eine Höhe von rund 120 m hielten und dazu noch in Zweierformation flogen, verletzten sich viele Fallschirmjäger während des Absprungs. Sie konnten oftmals nicht in der nur 30 m breiten vorbereiteten Zone landen und gingen zwischen am Rand der Landebahn abgestellten Fahrzeugen, Bulldozern, japanischen Flugzeugwracks und Vorratskisten nieder. Von den am 3. Juli abgesprungenen 739 Männern trugen 72 teils erhebliche Verletzungen wie etwa komplizierte Brüche davon, so dass sie auch später nicht mehr als Fallschirmspringer eingesetzt werden konnten. Aufgrund dieser hohen Verlustquote forderte General Krueger für den 4. Juli ein weiteres Bataillon an und gab Befehl alle Fahrzeuge und Baumaschinen am Flugfeld aus der Absprungzone zu entfernen. Weiterhin ordnete er an, dass die folgenden Anflüge nur in Einzelformation erfolgen sollen. Um 10:25 Uhr am 4. Juli befanden sich so weitere 685 Fallschirmjäger auf dem Kamiri-Flugfeld ein. Trotz aller Anweisungen gab es aber wieder 56 Verletzte. Aus diesem Grund wurde der Plan für weitere Absprünge verworfen und die restlichen Soldaten der 503. Fallschirmjägerinfanterie landeten am 11. Juli per Landungsbooten am Strand von Noemfoor.

### Die Einnahme von Noemfoor
Bedingt durch den Einsatz der Fallschirmjäger konnten die Aktionen zur Einnahme der Inseln eher als vorgesehen beginnen. Die Hauptstreitmacht des 503. Luftlandeinfanterieregiments wurde zur Kontrolle des Kamiri-Flugfeldes eingesetzt. Ein Teil des 158. Regiments der 3. Infanteriedivision rückte östlich zum Kornasoren-Flugfeld vor. Sie trafen am 4. Juli auf keinerlei japanischen Widerstand. Beiderseits der Straße wurden gut ausgerüstete aber verlassene japanische Stellungen entdeckt und das Gebiet um das Kornasoren-Flugfeld war von den Japanern hastig vermint worden. Die schlecht vergrabenen Minen konnten von den Pionieren schnell entdeckt und unschädlich gemacht werden, so dass sich die Einheiten am Abend des Tages am östlichen Ende des Flugfeldes eingraben konnten.

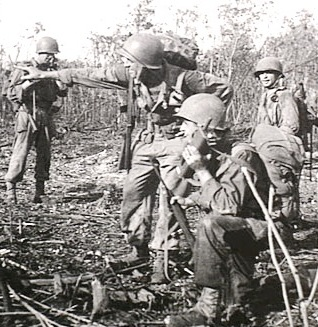
Amerikanische Soldaten am 12. Juli 1944 auf Noemfoor

Unterdessen wurde von weiteren Einheiten Kamiri eingenommen. Südöstlich der Stadt in einer Entfernung von anderthalb Kilometern entdeckten sie einen von den Japanern angelegten Garten. Gegen frühen Nachmittag des 4. Juli erreichten sie einen Bereich am westlichen Ende dieses Gartens, der von ihnen Hügel 201 benannt wurde. Bis dahin war nur vereinzeltes Gewehrfeuer von versteckten japanischen Soldaten zur Abwehr der Vordringenden aufgetreten. Hügel 201 war von einigen Japanern besetzt und von der Hinterseite des Hügels konnte ein Nachschubweg erkundet werden über den Waffen, wie ein schweres Maschinengewehr und Mörser herangeschafft wurden. Die amerikanischen Soldaten errichteten einen Verteidigungsbereich am Fuß des Hügels. Am frühen Morgen war zu hören, wie weitere japanische Einheiten herangeführt wurden. Der Angriff von Hügel 201 aus begann um 5:20 Uhr am 5. Juli mit Mörserfeuer, das aber 180 m weiter westlich einschlug. Die Amerikaner antworteten mit eingewiesenem Artilleriefeuer vom Flugfeld aus auf den Hügel und den umliegenden Sumpf. Kurz aufflammendes Maschinengewehrfeuer konnte schnell ausgeschaltet werden. Gegen 6:30 Uhr stellten die Japaner ihren Angriff ein und das Gefecht war beendet. Erkundungspatrouillen fanden im Verlauf des Tages mehr als 200 tote Japaner.
Am folgenden Tag um 9:00 Uhr fand die Einnahme des Namber-Flugfeldes mit einer weiteren amphibischen Landungsoperation statt. Das Flugfeld war ab 12:40 Uhr in alliierter Hand und kurz darauf landete das erste kleine Verbindungsflugzeug auf der Landebahn.
Vom 7. bis zum 10. Juli kam es während weiterer Patrouillengänge nur zu kleineren Scharmützeln mit den Japanern, was zu dem Schluss führte, das eine weitere großangelegte Gegenaktion von japanischer Seite her nicht zu erwarten war. Daher wurde für die weitere Vorgehensweise auf Noemfoor ab dem 11. Juli die Insel in zwei Gebiete geteilt. Der Nordteil wurde dem 158. Regiment der 3. Infanteriedivision und der Südteil dem 503. Luftlandeinfanterieregiment zugeteilt. Bis zum 31. August verloren die Japaner 1.730 Soldaten, 186 wurden gefangen genommen. Insgesamt konnten 403 javanesische und 550 Sklavenarbeiter aus Taiwan befreit werden. Die Alliierten verloren 63 Mann, 343 wurden verwundet und weitere drei galten als vermisst.